# Divina Frau-Meigs
Pour les articles homonymes, voir Meigs.
 (novembre 2020).
Si vous disposez d'ouvrages ou d'articles de référence ou si vous connaissez des sites web de qualité traitant du thème abordé ici, merci de compléter l'article en donnant les références utiles à sa vérifiabilité et en les liant à la section « Notes et références ».

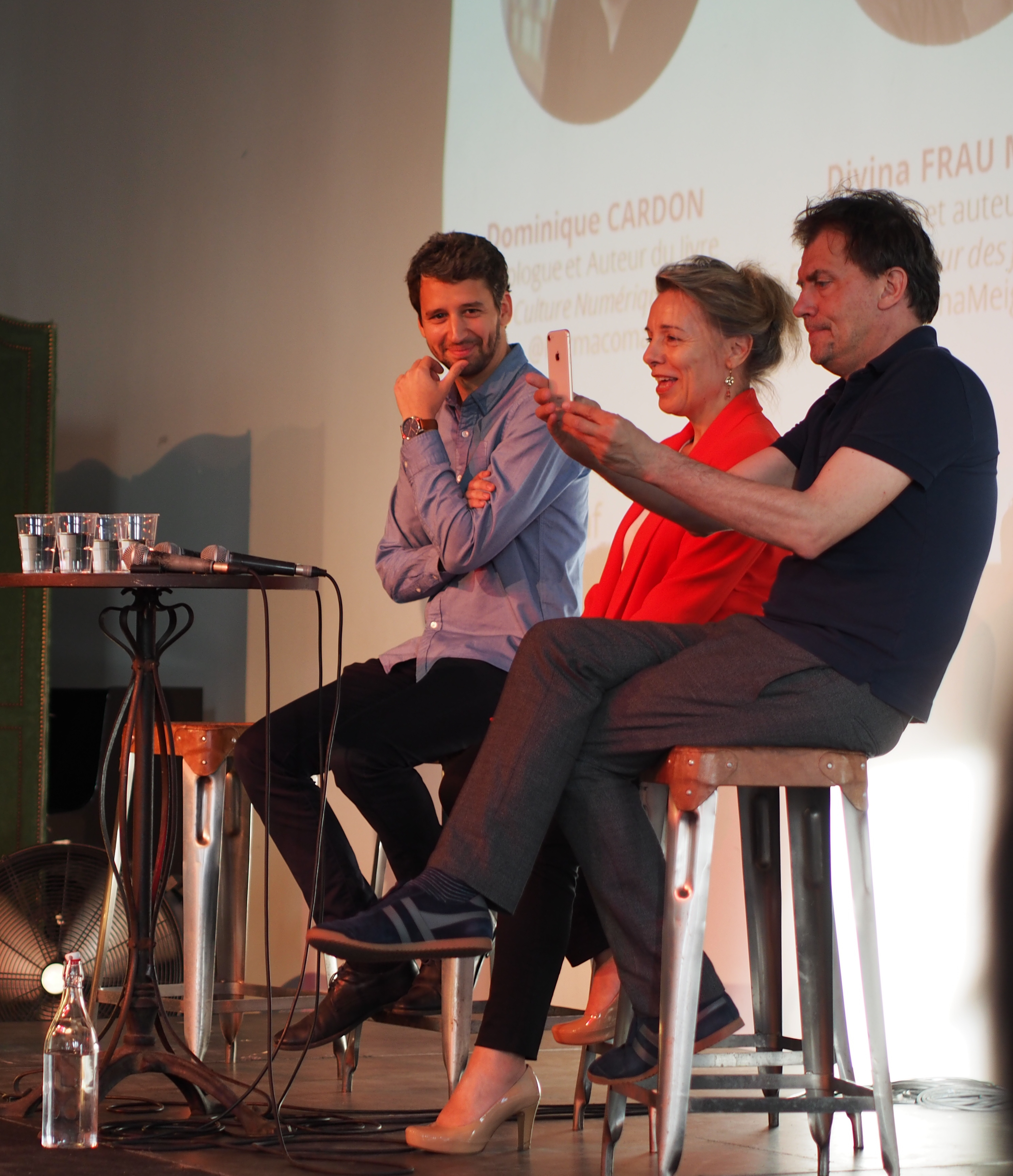
Divina Frau-Meigs, conférence à trois-voix avec le journaliste Vincent Coquaz et le sociologue Dominique Cardon, en 2019.

Divina Frau-Meigs, née le 9 juin 1959 à Casablanca, est professeure à l’Université de Paris III, en sciences de l'information et de la communication et en langues et littératures anglaises et anglo-saxonnes.

## Biographie
Normalienne (1980) et agrégée d'anglais (1983), Divina Frau-Meigs obtient un master de l'Université Stanford en 1984. Elle enseigne ensuite l'anglais à l'Université de Paris XIII (1985-1988), avant de partir à l'Université de Pennsylvanie pour y obtenir un second master en 1991. 
Revenue en France, elle enseigne au lycée (Aubervilliers, La Courneuve; 1991-1993) et termine un doctorat en 1993 en sciences de l’information et de la communication de l'Université de Paris II, en rédigeant une thèse sous la direction de Josette Poinssac sur Les flux télévisuels internationaux : figures, systèmes analogiques et transferts culturels. Une analyse comparée des contenus des programmes télévisuels dans neuf pays du monde et du rôle des USA dans la production de ces contenus. 
En 1993, Divina Frau-Meigs est élue maîtresse de conférences à l'Université de Paris III. Après avoir obtenu en 1999 l'habilitation de diriger des recherches à l'Université de Paris III (avec un mémoire intitulé : De la télévision aux sous-cultures de l'écran: la représentation dans tous ses états, aux États-Unis), elle est promue en 1999 professeur à l'Université d'Orléans, avant de revenir à Paris III en 2004. 
En 2006, elle a occupé la chaire information-communication à l’Université autonome de Barcelone, donnant un cours doctoral sur la diversité culturelle dans la mondialisation.

## Fonctions occupées
Spécialiste des médias, des contenus et des comportements à risque (violence, pornographie, information, paniques médiatiques…) ainsi que de questions de réception et d’usage des technologies de l’information et de la communication (acculturation, éducation, réglementation…), Divina Frau-Meigs dirige un centre de recherche, le "Center for Research on the English-Speaking World" (CREW, ÉA 4399) à Paris III, et en même temps, un master professionnel intitulé "Applications informatiques : gestion, études, multimédia, eFormation" (AIGÉME) dans la même université, avec une double spécialité: « Ingénierie de la formation à distance » et « Ingénierie de l’éducation aux médias » (cours en présentiel et à distance). 
Experte auprès de l’UNESCO, de la Commission européenne, du Conseil de l’Europe et d’autres instances gouvernementales sur ces sujets, elle a coordonné la coalition « Éducation, enseignement et recherche » et a fait partie du bureau de la société civile au Sommet mondial sur la société de l'information (SMSI, Genève 2003, Tunis 2005). Elle a aidé à la finalisation des récentes recommandations européennes sur l’éducation aux médias, l’autonomie des jeunes sur les réseaux, les systèmes de filtrage dans la société de l’information et la dignité humaine dans l’environnement médiatique. 
Divina Frau-Meigs a publié sur les questions de diversité culturelle et d’acculturation, ainsi que sur la formation en ligne, l’identité numérique et la gouvernance d’internet. Ses autres thèmes de recherche portent sur la régulation et l’auto-régulation des médias.

## Affiliations
- 1993-1996 : vice-présidente aux relations internationales de la Société française des sciences de l’information et de la communication
- 2000 : membre fondateur du European Consortium for Communications Research (ECCR)
- 2002-2008 : vice-présidente de l’Association internationale d’études et recherches en Information-communication (AIERI/IAMCR)
- 2003-… : membre du Conseil scientifique du Collectif inter-associatif « Enfance-Médias » (CIEM)
- 2008-… : membre du bureau de la European Communication Research and Education Association (ECREA)

## Bourses et prix
- 1983-1984 : Bourse "Fullbright"
- 1984-1985 : Bourse du Ministère de l'enseignement supérieur
- 1988-1989 : Bourse "Lavoisier"
- 2006 : « E-Toile d’Or » de l’Internet pour son œuvre de promotion des technologies de la connaissance

## Publications
- avec Sophie Jehel, Écrans de la violence, Economica, 1997
- avec Francis Bordat et John Dean, Médias et technologies : l’exemple des États-Unis, Ellipses, collection « Universités : anglais », 2001  (ISBN 2-7298-0608-3)
- Médiamorphoses américaines, Economica, 2001  (ISBN 2-7178-4339-6)
- (dir.), Dossier de l’audiovisuel no 108 « Les programmes jeunesse : réenchanter la télévision », mars-avril 2003
- avec Sophie Jehel, Jeunes, médias, violences, Economica, 2003 (version publique du rapport du Collectif interassociatif "Enfance et médias" - CIEM, Environnement médiatique : que transmettons-nous à nos enfants)
- Qui a détourné le 11 septembre ? Journalisme, information et démocratie aux États-Unis, Ina-de Boeck, collection « Médias recherches », 2006  (ISBN 2-8041-4999-4)
- (dir.), Kit pour l’éducation aux médias à l’usage des enseignants, des parents et des professionnels, Unesco, 2007 (pdf)
- (en) avec Jordi Torrent, Mapping Media Education Policies in the World: Visions, Programmes and Challenges, Unesco, Alliance des civilisations, 2009 (pdf)
- Médias et cognition sociale : dépasser les paniques médiatiques, Érès, 2010
- (en) Media Matters in the cultural contradictions of the information society. Towards a human rights-based governance, Presses du Conseil de l’Europe, 2010
- Penser la société de l'écran : dispositifs et usages, Presses Sorbonne nouvelle, collection « Les fondamentaux de la Sorbonne nouvelle », 2011  (ISBN 978-2-87854-512-8)
- Socialisation des jeunes et éducation aux médias : du bon usage des contenus et comportements à risque, Érès, collection « Éducation et société », 2011  (ISBN 978-2-7492-1482-5)
- Faut-il avoir peur des fake news ?, Documentation française, 2019  (ISBN 978-2-11-145635-8)

## Textes en ligne
- « Technologie et pornographie dans l'espace cybernétique », Réseaux, volume 14 no 77, 1996, p. 37-60.
- (dir.), MédiaMorphoses no 10, « Les médias à la rencontre des jeunes », avril 2003.
- « Les clivages de l'américanité, au miroir des médias », Quaderni. Nº50-51, 2003, p. 155-173.
- (en) Media Regulation, Self-regulation and Education: Debunking Some Myths and Retooling Some Working Paradigms, in U. Carlsson and C. von Feilitzen (dir.) Promote or Protect? Perspectives on Media Literacy and Media Regulations, Göteborg: The International Clearinghouse on Children, Youth and Media, Nordicom, Göteborg University, 2004, 23-39.
- « Le journalisme aux États-Unis : une profession sous influences », Parlement[s], Revue d'histoire politique, nº2, 2004, p. 64-79.
- « La téléréalité et les féminisme : la norme d’internalité et les (en)jeux de genre et de sexe », Recherches féministes, volume 18, numéro 2, 2005, p. 57-77.
- « Clément Chéroux, Diplopie, l’image photographique à l’ère des médias globalisés : essai sur le 11 septembre 2001 », Études photographiques, Notes de lecture, 2009.
- « L'Union européenne s'attaque aux fake news », sur le blog {Sciences²}, 11 mars 2018 (consulté le 3 janvier 2024), interview par Sylvestre Huet